# Ancylopus glaberrimus
Ancylopus glaberrimus is een keversoort uit de familie zwamkevers (Endomychidae). De wetenschappelijke naam van de soort werd in 1972 gepubliceerd door Strohecker.